# Ambasada Iraku w Warszawie
Ambasada Iraku w Warszawie (arab. سفارة العراق في بولند) – iracka placówka dyplomatyczna znajdująca się w Warszawie przy ul. Dąbrowieckiej 9a.
Ambasador Iraku w Warszawie akredytowany jest także w Republice Łotewskiej.

## Historia
Z Irakiem Polska nawiązała stosunki dyplomatyczne w 1932 na szczeblu poselstw. Nie otwarto jednak w Warszawie przedstawicielstwa.
Po II wojnie światowej stosunki reaktywowano jednostronnie w 1946, jednak zostały one niezaakceptowane przez stronę iracką. W latach 1946–1949 Irak był reprezentowany w Polsce przez ambasadę Wielkiej Brytanii, w okresie 1950–1958 przez ambasadę Egiptu. W 1958 ponownie nawiązano stosunki na szczeblu ambasad, początkowo z siedzibą w Moskwie, od 1968 w Warszawie. W 2003 działalność była zawieszona. Po ostatnich działaniach militarnych w tym kraju stosunki dyplomatyczne reaktywowano pod koniec 2003. W 2004 podniesiono rangę przedstawicielstwa z Biura Łącznikowego na Ambasadę.

## Siedziba
Ambasada mieściła się w hotelu Bristol przy ul. Krakowskie Przedmieście 42-44 (1968–1969), ul. Kazimierzowskiej 14 (1971–1978), ul. Dąbrowieckiej 9a (1979–1988), ul. Berneńskiej 6 (1990), obecnie przy ul. Dąbrowieckiej 9a (1991-); rezydencja ambasadora przy ul. Berneńskiej 6 (1991), ul. Romantycznej 7 (2017), szkoła przy ul. Kazimierzowskiej 14 (1991).